# Mount Carmel (Illinois)
Mount Carmel is een plaats (city) in de Amerikaanse staat Illinois, en valt bestuurlijk gezien onder Wabash County.

## Demografie
Bij de volkstelling in 2000 werd het aantal inwoners vastgesteld op 7982. In 2006 is het aantal inwoners door het United States Census Bureau geschat op 7635, een daling van 347 (-4,3%).

## Geografie
Volgens het United States Census Bureau beslaat de plaats een oppervlakte van 12,4 km², waarvan 12,0 km² land en 0,4 km² water. Mount Carmel ligt op ongeveer 128 m boven zeeniveau.

## Plaatsen in de nabije omgeving
De onderstaande figuur toont nabijgelegen plaatsen in een straal van 20 km rond Mount Carmel.